# Neurigona lienosa
Neurigona lienosa är en tvåvingeart som beskrevs av Wheeler 1899. Neurigona lienosa ingår i släktet Neurigona och familjen styltflugor.
Artens utbredningsområde är Kalifornien. Inga underarter finns listade i Catalogue of Life.